# Třída Nilgiri (2019)
Třída Nilgiri (jinak též Projekt 17A) je perspektivní třída víceúčelových fregat indického námořnictva. Jedná se o vylepšenou verzi fregat třídy Shivalik. Plánována je stavba sedmi jednotek této třídy.

## Stavba

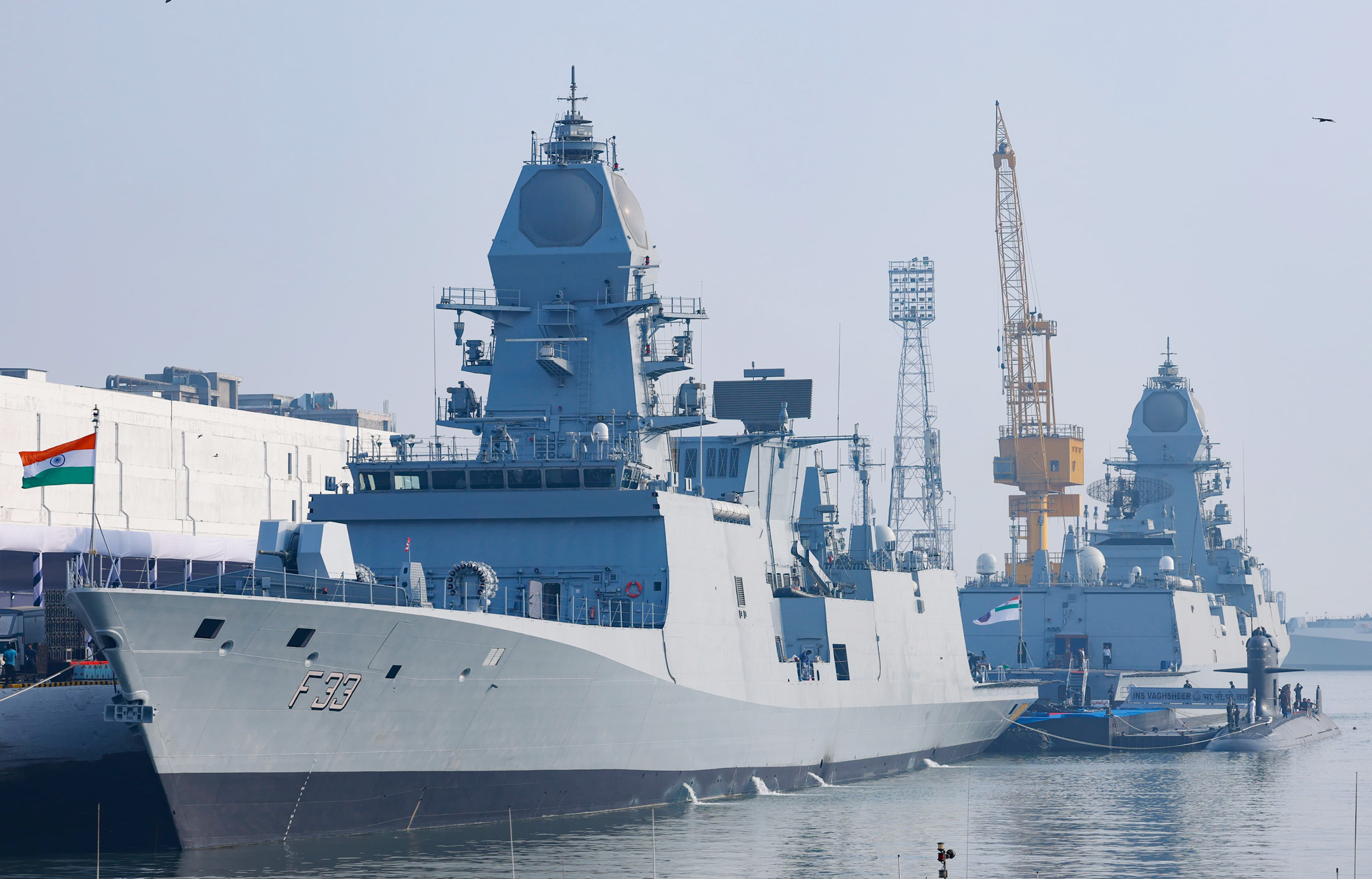
Rozestavěná fregata INS Nilgiri (F33)

V únoru 2015 indická vláda potvrdila objednávku sedmi fregat projektu 17A. Čtyři postaví loděnice Mazagon Dock Limited (MDL) v Bombaji a tři loděnice Garden Reach Shipbuilders & Engineers (GSRE) v Kalkatě. Technickou podporu při vývoji plavidel poskytuje italská loděnice Fincantieri. Zahájení stavby prototypu bylo plánováno na rok 2017 a jeho spuštění na vodu na rok 2020. K založení kýlu nakonec došlo 28. prosince 2017 v loděnici MDL. Kýl druhé jednotky pak byl založen 10. listopadu 2018 v loděnici GSRE.
Jednotky třídy Nilgiri:
| Jméno              | Loděnice | Založení kýlu      | Spuštěna          | Vstup do služby       | Status    |
| ------------------ | -------- | ------------------ | ----------------- | --------------------- | --------- |
| INS Nilgiri (F33)  | MDL      | 28. prosince 2017  | 28. září 2019     | 15. ledna 2025        | aktivní   |
| INS Himgiri (F34)  | GSRE     | 10. listopadu 2018 | 14. prosince 2020 | 26. srpna 2025 (plán) | ve stavbě |
| INS Udaygiri (F35) | MDL      | 7. května 2019     | 17. května 2022   | 26. srpna 2025 (plán) | ve stavbě |
| INS Dunagiri       | GSRE     | 24. ledna 2020     | 15. července 2022 |                       | ve stavbě |
| INS Taragiri       | MDL      | 10. září 2020      | 11. září 2022     |                       | ve stavbě |
| INS Vindhyagiri    | GRSE     | 5. března 2021     | 17. srpna 2023    |                       | ve stavbě |
| INS Mahendragiri   | MDL      | 28. června 2022    | 1. září 2023      |                       | ve stavbě |

## Konstrukce

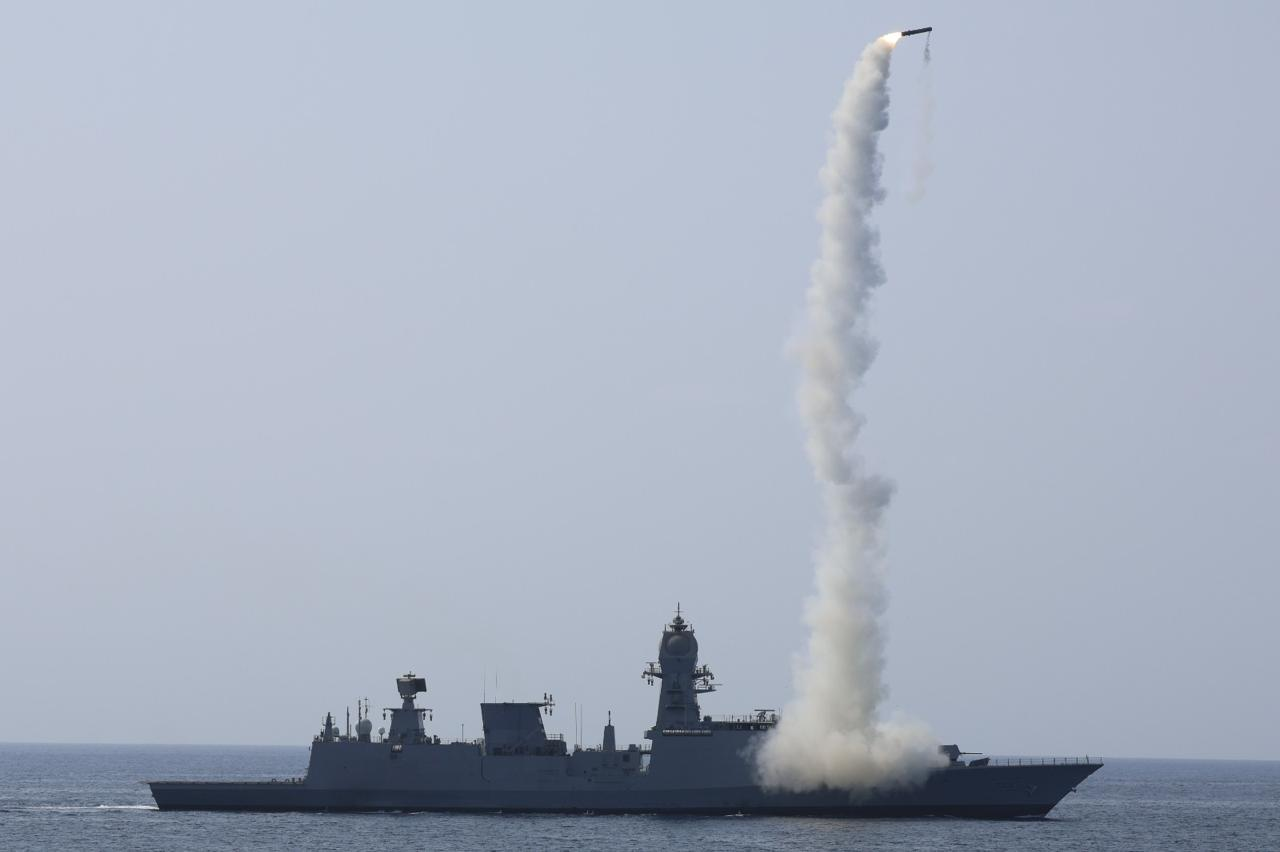
INS Nilgiri (F33) vypouští protilodní střelu BrahMos

Plavidla jsou vybavena izraelským radarem Elta EL/M-2248 MF-STAR kategorie AESA, systémem elektronického boje Ajanta a sonarem HUMSA-NG. Výzbroj tvoří jeden 76mm kanón BHEL SRGM (licenční výrobek zbrojovky 76mm kanón OTO Melara Seper Rapid), dva 30mm kanóny AK-630M, čtyři osminásobná vertikální vypouštěcí sila pro protiletadlové řízené střely Barak 8, osminásobné vertikální silo pro střely BrahMos, dva salvové vrhače hlubinných pum RBU-6000 a dva trojhlavňové 324mm protiponorkové torpédomety. Na zádi se nachází přistávací plocha a hangár pro dva vrtulníky. Pohonný systém má koncepci CODOG. Tvoří jej dvě plynové turbíny General Electric LM2500 (vyrobené v licenci zbrojovkou Hindustan Aeronautics Limited) a dva diesely MAN 12V28/33D STC, pohánějící dva lodní šrouby se stavitelnými lopatkami. Nejvyšší rychlost dosáhne 28 uzlů. Plánovaný dosah je 5500 námořních mil při rychlosti 16-18 uzlů.